# Campionati mondiali di volo con gli sci 1983
I Campionati mondiali di volo con gli sci 1983, settima edizione della manifestazione, si svolsero dal 17 al 20 marzo a Harrachov, in Cecoslovacchia, e contemplarono esclusivamente la gara individuale maschile. Furono realizzate tre serie di salti.

## Risultati
| Posizione | Atleta            | Nazione        | Punti  |
| --------- | ----------------- | -------------- | ------ |
| 1         | Klaus Ostwald     | Germania Est   | 1051,0 |
| 2         | Pavel Ploc        | Cecoslovacchia | 1045,5 |
| 3         | Matti Nykänen     | Finlandia      | 1043,5 |
| 4         | Armin Kogler      | Austria        | 1043,0 |
| 5         | Richard Schallert | Austria        | 1038,0 |
| 6         | Jiří Parma        | Cecoslovacchia | 1034,5 |

Trampolino: Čerťák

## Medagliere per nazioni
| Posizione | Nazione        | Oro | Argento | Bronzo | Totale |
| --------- | -------------- | --- | ------- | ------ | ------ |
| 1         | Germania Est   | 1   | 0       | 0      | 1      |
| 2         | Cecoslovacchia | 0   | 1       | 0      | 1      |
| 3         | Finlandia      | 0   | 0       | 1      | 1      |